# Гадзинська сільська рада
Гадзинська сільська рада — колишня адміністративно-територіальна одиниця та орган місцевого самоврядування в Черняхівському і Житомирському районах, Житомирській міській раді Волинської округи, Київської та Житомирської областей УРСР з адміністративним центром у селі Гадзинка.

## Населені пункти
Сільській раді на момент ліквідації були підпорядковані населені пункти:
- с. Гадзинка
- с. Корчунок
- с. Нова Березина
- с. Нова Вигода

## Історія та адміністративний устрій
Створена 28 вересня 1925 року, відповідно до наказу Волинського ОВК № 23 «Про зміни в адміністративно-територіальному поділі Волинської округи», в с. Гадзинка Вацківської сільської ради Черняхівського району Волинської округи. 15 вересня 1930 року, відповідно до постанови ВУЦВК та РНК УСРР від 2 вересня 1930 р. «Про ліквідацію округ та перехід на двоступеневу систему управління», сільська рада увійшла до приміської смуги Житомирської міської ради. 14 травня 1939 року, відповідно до указу Президії Верховної ради УРСР «Про утворення Житомирського сільського району Житомирської області», рада увійшла до складу новоствореного Житомирського району. Станом на 1 жовтня 1941 року в складі ради значаться хутори Нова Вигода та Хронівка; на листопад 1954 року — села Корчунок та Нова Березина.
Станом на 1 вересня 1946 року сільрада входила до складу Житомирського району Житомирської області, на обліку в раді перебували с. Гадзинка та хутори Березина, Корчунок та Нова Вигода.
5 березня 1959 року, відповідно до рішення виконавчого комітету Житомирської обласної ради № 161 «Про ліквідацію та зміну адміністративно-територіального поділу окремих сільських рад області», в зв'язку з укрупненням колгоспів, територію та населені пункти ради приєднано до Глибочицької сільської ради Житомирського району Житомирської області.